# 黒碕薫
黒碕 薫（くろさき かおる、1969年1月26日 - ）は、日本の小説家、脚本家。旧筆名は黒崎薫。夫は漫画家の和月伸宏。日本推理作家協会会員。

## 来歴
神奈川県横浜市で生まれ、小学生の数年間をブラジルで過ごした帰国子女。横浜市立桜丘高等学校、桜美林大学文学部中国文学科卒。日揮に入社し、勤務のかたわら執筆した小説『天使たちの惑星』で1994年にデビュー。
1990年代にはボーイズラブ小説の執筆等をしていたが、2000年代以降は主にアニメ、テレビゲームの脚本を手がけている。
和月とは2歳年上だが和月のデビュー前から親交があり、中国に取材旅行に行った際に和月の印章を篆刻し帰国後に和月に贈ったところこれを大変喜び、『るろうに剣心』でデビューして以降、毎回扉絵で必ずこれで落款ようになった。こうした縁で、後に和月と結婚した。また2003年連載開始の『武装錬金』以降は和月の漫画作品にストーリー協力として正式にクレジットされ、和月作品を原作とした小説化作品やゲーム脚本なども手掛けている。なお、和月は公式の場では黒碕のことを「黒ちゃん」と呼んでいる。
旧筆名の画数が悪かったらしく、2011年頃より筆名を黒崎から黒碕に変更している。

## 主な作品

### 小説
- 天使たちの惑星（ムービック）
- 背徳の刃（桜桃書房）
- あやかしの笛（桜桃書房）
- 仮想の死（桜桃書房）
- 恋する理由（リーフ出版）

ノベライズ
- 「3年B組金八先生 伝説の教壇に立て!」アンソロジー 放課後の方程式「魔法少女ふーにゃん」（チュンソフト、ISBN 4-924978-43-4）
- 武装錬金スラッシュシリーズ（集英社 ジャンプ ジェイ ブックス）
  1. //（ダブルスラッシュ）
  2. /Z（スラッシュゼータ）夢見た楽園
- WILD ARMS the Vth Vanguard（メディア・ビジョンエンタテインメント）※ネット上限定通信販売での出版。全3巻セット、台本形式による構成である。
- るろうに剣心 銀幕草紙変 （ジャンプ ジェイ ブックス）
- るろうに剣心 裏幕-炎を統べる-「その翳、離れがたく繋ぎとめるもの」（集英社 ジャンプ・コミックス）
- るろうに剣心 神谷道場物語（集英社、月刊ジャンプスクエア連載中）

### ストーリー協力
いずれも和月伸宏の漫画作品。
- 武装錬金 （全10巻、集英社、ジャンプ・コミックス）
- エンバーミング-THE ANOTHER TALE OF FRANKENSTEIN- （全10巻、ジャンプ・コミックス）

ジャンプスクエアで連載していたコラム「エンバーミング博物誌」も収録。
- るろうに剣心 -明治剣客浪漫譚・北海道編-（集英社、月刊ジャンプスクエア連載中、既刊8巻、ジャンプ・コミックス）

### 脚本

#### アニメ
- キャプテン翼（2001年 - 2002年、テレビ東京系列）
- るろうに剣心 －明治剣客浪漫譚－（2023年 - 、フジテレビ系列） - シリーズ構成・脚本協力

#### ゲーム
- 3年B組金八先生 伝説の教壇に立て!（2004年・チュンソフト、PlayStation 2） - シナリオの一部を担当
- ワイルドアームズ ザ フィフスヴァンガード（2006年・ソニー・コンピュータエンタテインメント、PlayStation 2） - ストーリー原案
- 武装錬金 ようこそパピヨンパークへ（2007年・マーベラスインタラクティブ、PlayStation 2）他数作品

#### 映画
- るろうに剣心 - 脚本協力